# Chicago Public Schools
Chicago Public Schools (CPS) is het schooldistrict voor het openbaar kleuter-, lager en secundair onderwijs in de Amerikaanse stad Chicago (Illinois). Het is na New York en Los Angeles het grootste schooldistrict in de Verenigde Staten. In de Verenigde Staten wordt lager en secundair onderwijs aangeboden door schooldistricten, onafhankelijke instellingen opgericht door een lokale overheid die onderwijs dicht bij huis aanbieden aan inwoners van een welbepaald gebied. Chicago Public Schools omvat 642 scholen binnen de stadsgrenzen van Chicago. Er lopen 355.000 kinderen school. Het schooldistrict stelt 37.000 mensen tewerk, waarvan 21.000 onderwijzers.